# História da Dalmácia
A História da Dalmácia diz respeito à história da região que inclui a costa oriental do Mar Adriático desde o século II a.C. até os dias atuais.
A primeira citação da Dalmácia como província veio após seu criação como parte do Império Romano. A Dalmácia foi destruída por tribos bárbaras no começo do século IV. Os eslavos se instalaram na região no século VI, os croatas brancos se instalaram na Dalmácia no século seguinte.  

## Antiguidade Clássica
A história da Dalmácia iniciou em 180 a.C., quando a tribo de onde origina o nome do país se proclama independente de Gêncio, o rei da Ilíria, e implanta uma república. Sua capital era Delmínio (nome atual Tomislavgrado); seu território se estendia ao norte desde o rio Neretva até o rio Cetina e, mais tarde, até o Krka, onde encontrava os confins da Libúrnia.

## Dominação romana
O Império Romano começou a conquista da Ilíria no ano 168 a.C., criando a província romana da Ilíria. Em 156 a.C., os dálmatas foram pela primeira vez atacados por um exército romano e forçados a pagar impostos. Em 10 d.C., durante o reinado de Augusto, Ilírico foi dividido em Panônia no norte e Dalmácia no sul, depois que o último de muitos levantes conhecidos coletivamente como a Grande Revolta Ilíria foram esmagados por Tibério em 9 d.C. depois do fim da revolta, houve aceitação geral da civilização latina em toda a Ilíria e dominação do Império Romano.